# (61,16,4)-Blockplan
Der (61,14,4)-Blockplan ist ein spezieller symmetrischer Blockplan. Um ihn konstruieren zu können, musste dieses kombinatorische Problem gelöst werden: eine leere 61 × 61 - Matrix wurde so mit Einsen gefüllt, dass jede Zeile der Matrix genau 14 Einsen enthält und je zwei beliebige Zeilen genau 4 Einsen in der gleichen Spalte besitzen (nicht mehr und nicht weniger). Das klingt relativ einfach, ist aber nicht trivial zu lösen. Es gibt nur gewisse Kombinationen von Parametern (wie hier v = 61, k = 14, λ = 4), für die eine solche Konstruktion überhaupt machbar ist. In dieser Übersicht sind die kleinsten solcher (v,k,λ) aufgeführt.

## Eigenschaften
Dieser symmetrische Blockplan hat die Parameter v = 61, k = 16, λ = 4 und damit folgende Eigenschaften:
- Er besteht aus 61 Blöcken und 61 Punkten.
- Jeder Block enthält genau 16 Punkte.
- Je 2 Blöcke schneiden sich in genau 4 Punkten.
- Jeder Punkt liegt auf genau 16 Blöcken.
- Je 2 Punkte sind durch genau 4 Blöcke verbunden.

## Existenz und Charakterisierung
Es existieren mindestens sechs nichtisomorphe 2-(61,16,4) - Blockpläne. Fünf dieser Lösungen sind:
- Lösung 1 mit der Signatur 45·1, 15·5/18, 1·20. Sie enthält 54 Ovale der Ordnung 5.
- Lösung 2 (dual zur Lösung 3) mit der Signatur 45·1, 10·5/18, 5·5/54, 1·20. Sie enthält 54 Ovale der Ordnung 5.
- Lösung 3 (dual zur Lösung 2) mit der Signatur 45·1, 15·5/30, 1·20. Sie enthält 54 Ovale der Ordnung 5.
- Lösung 4 (dual zur Lösung 5) mit der Signatur 45·4, 16·5. Sie enthält 54 Ovale der Ordnung 5.
- Lösung 5 (dual zur Lösung 4) mit der Signatur 60·1, 1·20. Sie enthält 54 Ovale der Ordnung 5.

## Liste der Blöcke
Hier sind alle Blöcke dieses Blockplans aufgelistet; zum Verständnis dieser Liste siehe diese Veranschaulichung
- Lösung 1

```
  1   2   3   4   5   6   7   8   9  10  11  12  13  14  15  16
  1   2   3   4  17  21  24  26  32  36  39  41  47  51  54  56
  1   2   3   4  18  22  25  27  33  37  40  42  48  52  55  57
  1   2   3   4  19  20  23  28  34  35  38  43  49  50  53  58
  1   5   6   7  20  24  27  29  35  39  42  44  50  54  57  59
  1   5   6   7  21  25  28  30  36  40  43  45  51  55  58  60
  1   5   6   7  22  23  26  31  37  38  41  46  52  53  56  61
  1   8   9  10  17  23  27  30  32  38  42  45  47  53  57  60
  1   8   9  10  18  24  28  31  33  39  43  46  48  54  58  61
  1   8   9  10  19  25  26  29  34  40  41  44  49  55  56  59
  1  11  12  13  18  20  26  30  33  35  41  45  48  50  56  60
  1  11  12  13  19  21  27  31  34  36  42  46  49  51  57  61
  1  11  12  13  17  22  28  29  32  37  43  44  47  52  58  59
  1  14  15  16  18  21  23  29  33  36  38  44  48  51  53  59
  1  14  15  16  19  22  24  30  34  37  39  45  49  52  54  60
  1  14  15  16  17  20  25  31  32  35  40  46  47  50  55  61
  2   6   9  11  17  20  24  25  30  31  33  34  36  37  53  59
  3   7  10  12  18  21  23  25  29  31  32  34  35  37  54  60
  4   5   8  13  19  22  23  24  29  30  32  33  35  36  55  61
  5   9  12  14  18  19  20  23  27  28  36  37  39  40  47  56
  6  10  13  15  17  19  21  24  26  28  35  37  38  40  48  57
  7   8  11  16  17  18  22  25  26  27  35  36  38  39  49  58
  2   8  12  15  21  22  23  26  30  31  39  40  42  43  50  59
  3   9  13  16  20  22  24  27  29  31  38  40  41  43  51  60
  4  10  11  14  20  21  25  28  29  30  38  39  41  42  52  61
  3   5  11  15  18  19  24  25  26  29  42  43  45  46  47  53
  4   6  12  16  17  19  23  25  27  30  41  43  44  46  48  54
  2   7  13  14  17  18  23  24  28  31  41  42  44  45  49  55
  3   6   8  14  17  21  22  27  28  29  33  34  45  46  50  56
  4   7   9  15  18  20  22  26  28  30  32  34  44  46  51  57
  2   5  10  16  19  20  21  26  27  31  32  33  44  45  52  58
  2   6   9  11  23  29  32  35  39  40  45  46  48  49  51  52
  3   7  10  12  24  30  33  36  38  40  44  46  47  49  50  52
  4   5   8  13  25  31  34  37  38  39  44  45  47  48  50  51
  5   9  12  14  17  26  33  34  35  38  42  43  51  52  54  55
  6  10  13  15  18  27  32  34  36  39  41  43  50  52  53  55
  7   8  11  16  19  28  32  33  37  40  41  42  50  51  53  54
  2   8  12  15  20  29  36  37  38  41  45  46  54  55  57  58
  3   9  13  16  21  30  35  37  39  42  44  46  53  55  56  58
  4  10  11  14  22  31  35  36  40  43  44  45  53  54  56  57
  3   5  11  15  17  23  33  34  39  40  41  44  57  58  60  61
  4   6  12  16  18  24  32  34  38  40  42  45  56  58  59  61
  2   7  13  14  19  25  32  33  38  39  43  46  56  57  59  60
  3   6   8  14  20  26  32  36  37  42  43  44  48  49  60  61
  4   7   9  15  21  27  33  35  37  41  43  45  47  49  59  61
  2   5  10  16  22  28  34  35  36  41  42  46  47  48  59  60
  2   6   9  11  18  19  21  22  38  44  47  50  54  55  60  61
  3   7  10  12  17  19  20  22  39  45  48  51  53  55  59  61
  4   5   8  13  17  18  20  21  40  46  49  52  53  54  59  60
  5   9  12  14  21  22  24  25  32  41  48  49  50  53  57  58
  6  10  13  15  20  22  23  25  33  42  47  49  51  54  56  58
  7   8  11  16  20  21  23  24  34  43  47  48  52  55  56  57
  2   8  12  15  24  25  27  28  35  44  51  52  53  56  60  61
  3   9  13  16  23  25  26  28  36  45  50  52  54  57  59  61
  4  10  11  14  23  24  26  27  37  46  50  51  55  58  59  60
  3   5  11  15  27  28  30  31  32  38  48  49  54  55  56  59
  4   6  12  16  26  28  29  31  33  39  47  49  53  55  57  60
  2   7  13  14  26  27  29  30  34  40  47  48  53  54  58  61
  3   6   8  14  18  19  30  31  35  41  47  51  52  57  58  59
  4   7   9  15  17  19  29  31  36  42  48  50  52  56  58  60
  2   5  10  16  17  18  29  30  37  43  49  50  51  56  57  61
```

- Lösung 2

```
  1   2   3   4   5   6   7   8   9  10  11  12  13  14  15  16
  1   2   7  12  34  35  39  40  44  45  48  51  53  56  58  61
  1   3   8  13  35  36  40  41  45  46  47  49  52  54  57  59
  1   4   9  14  32  36  37  41  42  46  48  50  53  55  58  60
  1   5  10  15  32  33  37  38  42  43  49  51  54  56  59  61
  1   6  11  16  33  34  38  39  43  44  47  50  52  55  57  60
  1   2   7  12  18  21  23  26  28  31  49  50  54  55  59  60
  1   3   8  13  17  19  22  24  27  29  50  51  55  56  60  61
  1   4   9  14  18  20  23  25  28  30  47  51  52  56  57  61
  1   5  10  15  19  21  24  26  29  31  47  48  52  53  57  58
  1   6  11  16  17  20  22  25  27  30  48  49  53  54  58  59
  1   2   7  12  19  20  24  25  29  30  33  36  38  41  43  46
  1   3   8  13  20  21  25  26  30  31  32  34  37  39  42  44
  1   4   9  14  17  21  22  26  27  31  33  35  38  40  43  45
  1   5  10  15  17  18  22  23  27  28  34  36  39  41  44  46
  1   6  11  16  18  19  23  24  28  29  32  35  37  40  42  45
  9  10  13  16  24  25  28  31  39  40  43  46  54  55  58  61
 10  11  12  14  25  26  27  29  40  41  42  44  55  56  57  59
  7  11  13  15  22  26  28  30  37  41  43  45  52  56  58  60
  7   8  14  16  22  23  29  31  37  38  44  46  52  53  59  61
  8   9  12  15  23  24  27  30  38  39  42  45  53  54  57  60
  9  10  13  16  19  20  23  26  33  36  44  45  48  51  59  60
 10  11  12  14  20  21  22  24  32  34  45  46  47  49  60  61
  7  11  13  15  17  21  23  25  33  35  42  46  48  50  57  61
  7   8  14  16  17  18  24  26  34  36  42  43  49  51  57  58
  8   9  12  15  18  19  22  25  32  35  43  44  47  50  58  59
  9  10  13  16  18  21  29  30  34  35  38  41  49  50  53  56
 10  11  12  14  17  19  30  31  35  36  37  39  50  51  52  54
  7  11  13  15  18  20  27  31  32  36  38  40  47  51  53  55
  7   8  14  16  19  21  27  28  32  33  39  41  47  48  54  56
  8   9  12  15  17  20  28  29  33  34  37  40  48  49  52  55
  3   6  14  15  24  25  28  31  33  36  44  45  49  50  53  56
  2   4  15  16  25  26  27  29  32  34  45  46  50  51  52  54
  3   5  12  16  22  26  28  30  33  35  42  46  47  51  53  55
  4   6  12  13  22  23  29  31  34  36  42  43  47  48  54  56
  2   5  13  14  23  24  27  30  32  35  43  44  48  49  52  55
  3   6  14  15  18  21  29  30  39  40  43  46  48  51  59  60
  2   4  15  16  17  19  30  31  40  41  42  44  47  49  60  61
  3   5  12  16  18  20  27  31  37  41  43  45  48  50  57  61
  4   6  12  13  19  21  27  28  37  38  44  46  49  51  57  58
  2   5  13  14  17  20  28  29  38  39  42  45  47  50  58  59
  3   6  14  15  19  20  23  26  34  35  38  41  54  55  58  61
  2   4  15  16  20  21  22  24  35  36  37  39  55  56  57  59
  3   5  12  16  17  21  23  25  32  36  38  40  52  56  58  60
  4   6  12  13  17  18  24  26  32  33  39  41  52  53  59  61
  2   5  13  14  18  19  22  25  33  34  37  40  53  54  57  60
  4   5   8  11  24  25  28  31  34  35  38  41  48  51  59  60
  5   6   7   9  25  26  27  29  35  36  37  39  47  49  60  61
  2   6   8  10  22  26  28  30  32  36  38  40  48  50  57  61
  2   3   9  11  22  23  29  31  32  33  39  41  49  51  57  58
  3   4   7  10  23  24  27  30  33  34  37  40  47  50  58  59
  4   5   8  11  18  21  29  30  33  36  44  45  54  55  58  61
  5   6   7   9  17  19  30  31  32  34  45  46  55  56  57  59
  2   6   8  10  18  20  27  31  33  35  42  46  52  56  58  60
  2   3   9  11  19  21  27  28  34  36  42  43  52  53  59  61
  3   4   7  10  17  20  28  29  32  35  43  44  53  54  57  60
  4   5   8  11  19  20  23  26  39  40  43  46  49  50  53  56
  5   6   7   9  20  21  22  24  40  41  42  44  50  51  52  54
  2   6   8  10  17  21  23  25  37  41  43  45  47  51  53  55
  2   3   9  11  17  18  24  26  37  38  44  46  47  48  54  56
  3   4   7  10  18  19  22  25  38  39  42  45  48  49  52  55
```

- Lösung 3

```
  1   2   3   4   5   6   7   8   9  10  11  12  13  14  15  16
  1   2   7  12  33  36  38  41  43  46  49  50  54  55  59  60
  1   3   8  13  32  34  37  39  42  44  50  51  55  56  60  61
  1   4   9  14  33  35  38  40  43  45  47  51  52  56  57  61
  1   5  10  15  34  36  39  41  44  46  47  48  52  53  57  58
  1   6  11  16  32  35  37  40  42  45  48  49  53  54  58  59
  1   2   7  12  19  20  24  25  29  30  48  51  53  56  58  61
  1   3   8  13  20  21  25  26  30  31  47  49  52  54  57  59
  1   4   9  14  17  21  22  26  27  31  48  50  53  55  58  60
  1   5  10  15  17  18  22  23  27  28  49  51  54  56  59  61
  1   6  11  16  18  19  23  24  28  29  47  50  52  55  57  60
  1   2   7  12  18  21  23  26  28  31  34  35  39  40  44  45
  1   3   8  13  17  19  22  24  27  29  35  36  40  41  45  46
  1   4   9  14  18  20  23  25  28  30  32  36  37  41  42  46
  1   5  10  15  19  21  24  26  29  31  32  33  37  38  42  43
  1   6  11  16  17  20  22  25  27  30  33  34  38  39  43  44
  8  11  14  15  24  25  28  31  38  41  44  45  53  56  59  60
  7   9  15  16  25  26  27  29  37  39  45  46  52  54  60  61
  8  10  12  16  22  26  28  30  38  40  42  46  53  55  57  61
  9  11  12  13  22  23  29  31  39  41  42  43  54  56  57  58
  7  10  13  14  23  24  27  30  37  40  43  44  52  55  58  59
  8  11  14  15  19  20  23  26  34  35  43  46  49  50  58  61
  7   9  15  16  20  21  22  24  35  36  42  44  50  51  57  59
  8  10  12  16  17  21  23  25  32  36  43  45  47  51  58  60
  9  11  12  13  17  18  24  26  32  33  44  46  47  48  59  61
  7  10  13  14  18  19  22  25  33  34  42  45  48  49  57  60
  8  11  14  15  18  21  29  30  33  36  39  40  48  51  54  55
  7   9  15  16  17  19  30  31  32  34  40  41  47  49  55  56
  8  10  12  16  18  20  27  31  33  35  37  41  48  50  52  56
  9  11  12  13  19  21  27  28  34  36  37  38  49  51  52  53
  7  10  13  14  17  20  28  29  32  35  38  39  47  50  53  54
  4   5  13  16  23  26  29  30  33  36  44  45  49  50  53  56
  5   6  12  14  22  24  30  31  32  34  45  46  50  51  52  54
  2   6  13  15  23  25  27  31  33  35  42  46  47  51  53  55
  2   3  14  16  24  26  27  28  34  36  42  43  47  48  54  56
  3   4  12  15  22  25  28  29  32  35  43  44  48  49  52  55
  4   5  13  16  19  20  28  31  39  40  43  46  48  51  59  60
  5   6  12  14  20  21  27  29  40  41  42  44  47  49  60  61
  2   6  13  15  17  21  28  30  37  41  43  45  48  50  57  61
  2   3  14  16  17  18  29  31  37  38  44  46  49  51  57  58
  3   4  12  15  18  19  27  30  38  39  42  45  47  50  58  59
  4   5  13  16  18  21  24  25  34  35  38  41  54  55  58  61
  5   6  12  14  17  19  25  26  35  36  37  39  55  56  57  59
  2   6  13  15  18  20  22  26  32  36  38  40  52  56  58  60
  2   3  14  16  19  21  22  23  32  33  39  41  52  53  59  61
  3   4  12  15  17  20  23  24  33  34  37  40  53  54  57  60
  3   6   9  10  23  26  29  30  34  35  38  41  48  51  59  60
  2   4  10  11  22  24  30  31  35  36  37  39  47  49  60  61
  3   5   7  11  23  25  27  31  32  36  38  40  48  50  57  61
  4   6   7   8  24  26  27  28  32  33  39  41  49  51  57  58
  2   5   8   9  22  25  28  29  33  34  37  40  47  50  58  59
  3   6   9  10  19  20  28  31  33  36  44  45  54  55  58  61
  2   4  10  11  20  21  27  29  32  34  45  46  55  56  57  59
  3   5   7  11  17  21  28  30  33  35  42  46  52  56  58  60
  4   6   7   8  17  18  29  31  34  36  42  43  52  53  59  61
  2   5   8   9  18  19  27  30  32  35  43  44  53  54  57  60
  3   6   9  10  18  21  24  25  39  40  43  46  49  50  53  56
  2   4  10  11  17  19  25  26  40  41  42  44  50  51  52  54
  3   5   7  11  18  20  22  26  37  41  43  45  47  51  53  55
  4   6   7   8  19  21  22  23  37  38  44  46  47  48  54  56
  2   5   8   9  17  20  23  24  38  39  42  45  48  49  52  55
```

- Lösung 4

```
  1   2   3   4   5   6   7   8   9  10  11  12  13  14  15  16
  1   2   7  12  34  35  39  40  44  45  48  51  53  56  58  61
  1   3   8  13  35  36  40  41  45  46  47  49  52  54  57  59
  1   4   9  14  32  36  37  41  42  46  48  50  53  55  58  60
  1   5  10  15  32  33  37  38  42  43  49  51  54  56  59  61
  1   6  11  16  33  34  38  39  43  44  47  50  52  55  57  60
  1   2   7  12  18  21  23  26  28  31  49  50  54  55  59  60
  1   3   8  13  17  19  22  24  27  29  50  51  55  56  60  61
  1   4   9  14  18  20  23  25  28  30  47  51  52  56  57  61
  1   5  10  15  19  21  24  26  29  31  47  48  52  53  57  58
  1   6  11  16  17  20  22  25  27  30  48  49  53  54  58  59
  1   2   7  12  19  20  24  25  29  30  33  36  38  41  43  46
  1   3   8  13  20  21  25  26  30  31  32  34  37  39  42  44
  1   4   9  14  17  21  22  26  27  31  33  35  38  40  43  45
  1   5  10  15  17  18  22  23  27  28  34  36  39  41  44  46
  1   6  11  16  18  19  23  24  28  29  32  35  37  40  42  45
  9  10  13  16  24  25  28  31  39  40  43  46  54  55  58  61
 10  11  12  14  25  26  27  29  40  41  42  44  55  56  57  59
  7  11  13  15  22  26  28  30  37  41  43  45  52  56  58  60
  7   8  14  16  22  23  29  31  37  38  44  46  52  53  59  61
  8   9  12  15  23  24  27  30  38  39  42  45  53  54  57  60
  9  10  13  16  19  20  23  26  33  36  44  45  48  51  59  60
 10  11  12  14  20  21  22  24  32  34  45  46  47  49  60  61
  7  11  13  15  17  21  23  25  33  35  42  46  48  50  57  61
  7   8  14  16  17  18  24  26  34  36  42  43  49  51  57  58
  8   9  12  15  18  19  22  25  32  35  43  44  47  50  58  59
  8  11  14  15  19  20  28  31  34  35  38  41  48  51  54  55
  7   9  15  16  20  21  27  29  35  36  37  39  47  49  55  56
  8  10  12  16  17  21  28  30  32  36  38  40  48  50  52  56
  9  11  12  13  17  18  29  31  32  33  39  41  49  51  52  53
  7  10  13  14  18  19  27  30  33  34  37  40  47  50  53  54
  3   6  14  15  24  25  28  31  33  36  44  45  49  50  53  56
  2   4  15  16  25  26  27  29  32  34  45  46  50  51  52  54
  3   5  12  16  22  26  28  30  33  35  42  46  47  51  53  55
  4   6  12  13  22  23  29  31  34  36  42  43  47  48  54  56
  2   5  13  14  23  24  27  30  32  35  43  44  48  49  52  55
  3   6  14  15  18  21  29  30  39  40  43  46  48  51  59  60
  2   4  15  16  17  19  30  31  40  41  42  44  47  49  60  61
  3   5  12  16  18  20  27  31  37  41  43  45  48  50  57  61
  4   6  12  13  19  21  27  28  37  38  44  46  49  51  57  58
  2   5  13  14  17  20  28  29  38  39  42  45  47  50  58  59
  4   5  13  16  18  21  24  25  34  35  38  41  53  56  59  60
  5   6  12  14  17  19  25  26  35  36  37  39  52  54  60  61
  2   6  13  15  18  20  22  26  32  36  38  40  53  55  57  61
  2   3  14  16  19  21  22  23  32  33  39  41  54  56  57  58
  3   4  12  15  17  20  23  24  33  34  37  40  52  55  58  59
  3   6   9  10  23  26  29  30  34  35  38  41  49  50  58  61
  2   4  10  11  22  24  30  31  35  36  37  39  50  51  57  59
  3   5   7  11  23  25  27  31  32  36  38  40  47  51  58  60
  4   6   7   8  24  26  27  28  32  33  39  41  47  48  59  61
  2   5   8   9  22  25  28  29  33  34  37  40  48  49  57  60
  4   5   8  11  18  21  29  30  33  36  44  45  54  55  58  61
  5   6   7   9  17  19  30  31  32  34  45  46  55  56  57  59
  2   6   8  10  18  20  27  31  33  35  42  46  52  56  58  60
  2   3   9  11  19  21  27  28  34  36  42  43  52  53  59  61
  3   4   7  10  17  20  28  29  32  35  43  44  53  54  57  60
  4   5   8  11  19  20  23  26  39  40  43  46  49  50  53  56
  5   6   7   9  20  21  22  24  40  41  42  44  50  51  52  54
  2   6   8  10  17  21  23  25  37  41  43  45  47  51  53  55
  2   3   9  11  17  18  24  26  37  38  44  46  47  48  54  56
  3   4   7  10  18  19  22  25  38  39  42  45  48  49  52  55
```

- Lösung 5

```
  1   2   3   4   5   6   7   8   9  10  11  12  13  14  15  16
  1   2   7  12  33  36  38  41  44  45  48  51  54  55  59  60
  1   3   8  13  32  34  37  39  45  46  47  49  55  56  60  61
  1   4   9  14  33  35  38  40  42  46  48  50  52  56  57  61
  1   5  10  15  34  36  39  41  42  43  49  51  52  53  57  58
  1   6  11  16  32  35  37  40  43  44  47  50  53  54  58  59
  1   2   7  12  19  20  24  25  28  31  49  50  53  56  58  61
  1   3   8  13  20  21  25  26  27  29  50  51  52  54  57  59
  1   4   9  14  17  21  22  26  28  30  47  51  53  55  58  60
  1   5  10  15  17  18  22  23  29  31  47  48  54  56  59  61
  1   6  11  16  18  19  23  24  27  30  48  49  52  55  57  60
  1   2   7  12  18  21  23  26  29  30  34  35  39  40  43  46
  1   3   8  13  17  19  22  24  30  31  35  36  40  41  42  44
  1   4   9  14  18  20  23  25  27  31  32  36  37  41  43  45
  1   5  10  15  19  21  24  26  27  28  32  33  37  38  44  46
  1   6  11  16  17  20  22  25  28  29  33  34  38  39  42  45
  8  11  14  15  24  25  29  30  38  41  43  46  53  56  59  60
  7   9  15  16  25  26  30  31  37  39  42  44  52  54  60  61
  8  10  12  16  22  26  27  31  38  40  43  45  53  55  57  61
  9  11  12  13  22  23  27  28  39  41  44  46  54  56  57  58
  7  10  13  14  23  24  28  29  37  40  42  45  52  55  58  59
  8  11  14  15  19  20  23  26  34  35  44  45  48  51  58  61
  7   9  15  16  20  21  22  24  35  36  45  46  47  49  57  59
  8  10  12  16  17  21  23  25  32  36  42  46  48  50  58  60
  9  11  12  13  17  18  24  26  32  33  42  43  49  51  59  61
  7  10  13  14  18  19  22  25  33  34  43  44  47  50  57  60
  8  11  14  15  18  21  28  31  33  36  39  40  49  50  54  55
  7   9  15  16  17  19  27  29  32  34  40  41  50  51  55  56
  8  10  12  16  18  20  28  30  33  35  37  41  47  51  52  56
  9  11  12  13  19  21  29  31  34  36  37  38  47  48  52  53
  7  10  13  14  17  20  27  30  32  35  38  39  48  49  53  54
  4   5  13  16  23  26  29  30  33  36  44  45  49  50  53  56
  5   6  12  14  22  24  30  31  32  34  45  46  50  51  52  54
  2   6  13  15  23  25  27  31  33  35  42  46  47  51  53  55
  2   3  14  16  24  26  27  28  34  36  42  43  47  48  54  56
  3   4  12  15  22  25  28  29  32  35  43  44  48  49  52  55
  4   5  13  16  19  20  28  31  39  40  43  46  48  51  59  60
  5   6  12  14  20  21  27  29  40  41  42  44  47  49  60  61
  2   6  13  15  17  21  28  30  37  41  43  45  48  50  57  61
  2   3  14  16  17  18  29  31  37  38  44  46  49  51  57  58
  3   4  12  15  18  19  27  30  38  39  42  45  47  50  58  59
  4   5  13  16  18  21  24  25  34  35  38  41  54  55  58  61
  5   6  12  14  17  19  25  26  35  36  37  39  55  56  57  59
  2   6  13  15  18  20  22  26  32  36  38  40  52  56  58  60
  2   3  14  16  19  21  22  23  32  33  39  41  52  53  59  61
  3   4  12  15  17  20  23  24  33  34  37  40  53  54  57  60
  3   6   9  10  23  26  28  31  34  35  38  41  49  50  59  60
  2   4  10  11  22  24  27  29  35  36  37  39  50  51  60  61
  3   5   7  11  23  25  28  30  32  36  38  40  47  51  57  61
  4   6   7   8  24  26  29  31  32  33  39  41  47  48  57  58
  2   5   8   9  22  25  27  30  33  34  37  40  48  49  58  59
  3   6   9  10  19  20  29  30  33  36  43  46  54  55  58  61
  2   4  10  11  20  21  30  31  32  34  42  44  55  56  57  59
  3   5   7  11  17  21  27  31  33  35  43  45  52  56  58  60
  4   6   7   8  17  18  27  28  34  36  44  46  52  53  59  61
  2   5   8   9  18  19  28  29  32  35  42  45  53  54  57  60
  3   6   9  10  18  21  24  25  39  40  44  45  48  51  53  56
  2   4  10  11  17  19  25  26  40  41  45  46  47  49  52  54
  3   5   7  11  18  20  22  26  37  41  42  46  48  50  53  55
  4   6   7   8  19  21  22  23  37  38  42  43  49  51  54  56
  2   5   8   9  17  20  23  24  38  39  43  44  47  50  52  55
```

## Inzidenzmatrix
Dies ist eine Darstellung der Inzidenzmatrix dieses Blockplans; zum Verständnis dieser Matrix siehe diese Veranschaulichung
- Lösung 1

```
O O O O O O O O O O O O O O O O . . . . . . . . . . . . . . . . . . . . . . . . . . . . . . . . . . . . . . . . . . . . .
O O O O . . . . . . . . . . . . O . . . O . . O . O . . . . . O . . . O . . O . O . . . . . O . . . O . . O . O . . . . .
O O O O . . . . . . . . . . . . . O . . . O . . O . O . . . . . O . . . O . . O . O . . . . . O . . . O . . O . O . . . .
O O O O . . . . . . . . . . . . . . O O . . O . . . . O . . . . . O O . . O . . . . O . . . . . O O . . O . . . . O . . .
O . . . O O O . . . . . . . . . . . . O . . . O . . O . O . . . . . O . . . O . . O . O . . . . . O . . . O . . O . O . .
O . . . O O O . . . . . . . . . . . . . O . . . O . . O . O . . . . . O . . . O . . O . O . . . . . O . . . O . . O . O .
O . . . O O O . . . . . . . . . . . . . . O O . . O . . . . O . . . . . O O . . O . . . . O . . . . . O O . . O . . . . O
O . . . . . . O O O . . . . . . O . . . . . O . . . O . . O . O . . . . . O . . . O . . O . O . . . . . O . . . O . . O .
O . . . . . . O O O . . . . . . . O . . . . . O . . . O . . O . O . . . . . O . . . O . . O . O . . . . . O . . . O . . O
O . . . . . . O O O . . . . . . . . O . . . . . O O . . O . . . . O . . . . . O O . . O . . . . O . . . . . O O . . O . .
O . . . . . . . . . O O O . . . . O . O . . . . . O . . . O . . O . O . . . . . O . . . O . . O . O . . . . . O . . . O .
O . . . . . . . . . O O O . . . . . O . O . . . . . O . . . O . . O . O . . . . . O . . . O . . O . O . . . . . O . . . O
O . . . . . . . . . O O O . . . O . . . . O . . . . . O O . . O . . . . O . . . . . O O . . O . . . . O . . . . . O O . .
O . . . . . . . . . . . . O O O . O . . O . O . . . . . O . . . O . . O . O . . . . . O . . . O . . O . O . . . . . O . .
O . . . . . . . . . . . . O O O . . O . . O . O . . . . . O . . . O . . O . O . . . . . O . . . O . . O . O . . . . . O .
O . . . . . . . . . . . . O O O O . . O . . . . O . . . . . O O . . O . . . . O . . . . . O O . . O . . . . O . . . . . O
. O . . . O . . O . O . . . . . O . . O . . . O O . . . . O O . O O . O O . . . . . . . . . . . . . . . O . . . . . O . .
. . O . . . O . . O . O . . . . . O . . O . O . O . . . O . O O . O O . O . . . . . . . . . . . . . . . . O . . . . . O .
. . . O O . . O . . . . O . . . . . O . . O O O . . . . O O . O O . O O . . . . . . . . . . . . . . . . . . O . . . . . O
. . . . O . . . O . . O . O . . . O O O . . O . . . O O . . . . . . . O O . O O . . . . . . O . . . . . . . . O . . . . .
. . . . . O . . . O . . O . O . O . O . O . . O . O . O . . . . . . O . O O . O . . . . . . . O . . . . . . . . O . . . .
. . . . . . O O . . O . . . . O O O . . . O . . O O O . . . . . . . O O . O O . . . . . . . . . O . . . . . . . . O . . .
. O . . . . . O . . . O . . O . . . . . O O O . . O . . . O O . . . . . . . O O . O O . . . . . . O . . . . . . . . O . .
. . O . . . . . O . . . O . . O . . . O . O . O . . O . O . O . . . . . . O . O O . O . . . . . . . O . . . . . . . . O .
. . . O . . . . . O O . . O . . . . . O O . . . O . . O O O . . . . . . . O O . O O . . . . . . . . . O . . . . . . . . O
. . O . O . . . . . O . . . O . . O O . . . . O O O . . O . . . . . . . . . . . . O O . O O O . . . . . O . . . . . . . .
. . . O . O . . . . . O . . . O O . O . . . O . O . O . . O . . . . . . . . . . O . O O . O . O . . . . . O . . . . . . .
. O . . . . O . . . . . O O . . O O . . . . O O . . . O . . O . . . . . . . . . O O . O O . . . O . . . . . O . . . . . .
. . O . . O . O . . . . . O . . O . . . O O . . . . O O O . . . O O . . . . . . . . . . O O . . . O . . . . . O . . . . .
. . . O . . O . O . . . . . O . . O . O . O . . . O . O . O . O . O . . . . . . . . . O . O . . . . O . . . . . O . . . .
. O . . O . . . . O . . . . . O . . O O O . . . . O O . . . O O O . . . . . . . . . . O O . . . . . . O . . . . . O . . .
. O . . . O . . O . O . . . . . . . . . . . O . . . . . O . . O . . O . . . O O . . . . O O . O O . O O . . . . . . . . .
. . O . . . O . . O . O . . . . . . . . . . . O . . . . . O . . O . . O . O . O . . . O . O O . O O . O . . . . . . . . .
. . . O O . . O . . . . O . . . . . . . . . . . O . . . . . O . . O . . O O O . . . . O O . O O . O O . . . . . . . . . .
. . . . O . . . O . . O . O . . O . . . . . . . . O . . . . . . O O O . . O . . . O O . . . . . . . O O . O O . . . . . .
. . . . . O . . . O . . O . O . . O . . . . . . . . O . . . . O . O . O . . O . O . O . . . . . . O . O O . O . . . . . .
. . . . . . O O . . O . . . . O . . O . . . . . . . . O . . . O O . . . O . . O O O . . . . . . . O O . O O . . . . . . .
. O . . . . . O . . . O . . O . . . . O . . . . . . . . O . . . . . . O O O . . O . . . O O . . . . . . . O O . O O . . .
. . O . . . . . O . . . O . . O . . . . O . . . . . . . . O . . . . O . O . O . . O . O . O . . . . . . O . O O . O . . .
. . . O . . . . . O O . . O . . . . . . . O . . . . . . . . O . . . O O . . . O . . O O O . . . . . . . O O . O O . . . .
. . O . O . . . . . O . . . O . O . . . . . O . . . . . . . . . O O . . . . O O O . . O . . . . . . . . . . . . O O . O O
. . . O . O . . . . . O . . . O . O . . . . . O . . . . . . . O . O . . . O . O . O . . O . . . . . . . . . . O . O O . O
. O . . . . O . . . . . O O . . . . O . . . . . O . . . . . . O O . . . . O O . . . O . . O . . . . . . . . . O O . O O .
. . O . . O . O . . . . . O . . . . . O . . . . . O . . . . . O . . . O O . . . . O O O . . . O O . . . . . . . . . . O O
. . . O . . O . O . . . . . O . . . . . O . . . . . O . . . . . O . O . O . . . O . O . O . O . O . . . . . . . . . O . O
. O . . O . . . . O . . . . . O . . . . . O . . . . . O . . . . . O O O . . . . O O . . . O O O . . . . . . . . . . O O .
. O . . . O . . O . O . . . . . . O O . O O . . . . . . . . . . . . . . . O . . . . . O . . O . . O . . . O O . . . . O O
. . O . . . O . . O . O . . . . O . O O . O . . . . . . . . . . . . . . . . O . . . . . O . . O . . O . O . O . . . O . O
. . . O O . . O . . . . O . . . O O . O O . . . . . . . . . . . . . . . . . . O . . . . . O . . O . . O O O . . . . O O .
. . . . O . . . O . . O . O . . . . . . O O . O O . . . . . . O . . . . . . . . O . . . . . . O O O . . O . . . O O . . .
. . . . . O . . . O . . O . O . . . . O . O O . O . . . . . . . O . . . . . . . . O . . . . O . O . O . . O . O . O . . .
. . . . . . O O . . O . . . . O . . . O O . O O . . . . . . . . . O . . . . . . . . O . . . O O . . . O . . O O O . . . .
. O . . . . . O . . . O . . O . . . . . . . . O O . O O . . . . . . O . . . . . . . . O . . . . . . O O O . . O . . . O O
. . O . . . . . O . . . O . . O . . . . . . O . O O . O . . . . . . . O . . . . . . . . O . . . . O . O . O . . O . O . O
. . . O . . . . . O O . . O . . . . . . . . O O . O O . . . . . . . . . O . . . . . . . . O . . . O O . . . O . . O O O .
. . O . O . . . . . O . . . O . . . . . . . . . . . O O . O O O . . . . . O . . . . . . . . . O O . . . . O O O . . O . .
. . . O . O . . . . . O . . . O . . . . . . . . . O . O O . O . O . . . . . O . . . . . . . O . O . . . O . O . O . . O .
. O . . . . O . . . . . O O . . . . . . . . . . . O O . O O . . . O . . . . . O . . . . . . O O . . . . O O . . . O . . O
. . O . . O . O . . . . . O . . . O O . . . . . . . . . . O O . . . O . . . . . O . . . . . O . . . O O . . . . O O O . .
. . . O . . O . O . . . . . O . O . O . . . . . . . . . O . O . . . . O . . . . . O . . . . . O . O . O . . . O . O . O .
. O . . O . . . . O . . . . . O O O . . . . . . . . . . O O . . . . . . O . . . . . O . . . . . O O O . . . . O O . . . O
```

- Lösung 2

```
O O O O O O O O O O O O O O O O . . . . . . . . . . . . . . . . . . . . . . . . . . . . . . . . . . . . . . . . . . . . .
O O . . . . O . . . . O . . . . . . . . . . . . . . . . . . . . . O O . . . O O . . . O O . . O . . O . O . . O . O . . O
O . O . . . . O . . . . O . . . . . . . . . . . . . . . . . . . . . O O . . . O O . . . O O O . O . . O . O . . O . O . .
O . . O . . . . O . . . . O . . . . . . . . . . . . . . . . . O . . . O O . . . O O . . . O . O . O . . O . O . . O . O .
O . . . O . . . . O . . . . O . . . . . . . . . . . . . . . . O O . . . O O . . . O O . . . . . O . O . . O . O . . O . O
O . . . . O . . . . O . . . . O . . . . . . . . . . . . . . . . O O . . . O O . . . O O . . O . . O . O . . O . O . . O .
O O . . . . O . . . . O . . . . . O . . O . O . . O . O . . O . . . . . . . . . . . . . . . . . O O . . . O O . . . O O .
O . O . . . . O . . . . O . . . O . O . . O . O . . O . O . . . . . . . . . . . . . . . . . . . . O O . . . O O . . . O O
O . . O . . . . O . . . . O . . . O . O . . O . O . . O . O . . . . . . . . . . . . . . . . O . . . O O . . . O O . . . O
O . . . O . . . . O . . . . O . . . O . O . . O . O . . O . O . . . . . . . . . . . . . . . O O . . . O O . . . O O . . .
O . . . . O . . . . O . . . . O O . . O . O . . O . O . . O . . . . . . . . . . . . . . . . . O O . . . O O . . . O O . .
O O . . . . O . . . . O . . . . . . O O . . . O O . . . O O . . O . . O . O . . O . O . . O . . . . . . . . . . . . . . .
O . O . . . . O . . . . O . . . . . . O O . . . O O . . . O O O . O . . O . O . . O . O . . . . . . . . . . . . . . . . .
O . . O . . . . O . . . . O . . O . . . O O . . . O O . . . O . O . O . . O . O . . O . O . . . . . . . . . . . . . . . .
O . . . O . . . . O . . . . O . O O . . . O O . . . O O . . . . . O . O . . O . O . . O . O . . . . . . . . . . . . . . .
O . . . . O . . . . O . . . . O . O O . . . O O . . . O O . . O . . O . O . . O . O . . O . . . . . . . . . . . . . . . .
. . . . . . . . O O . . O . . O . . . . . . . O O . . O . . O . . . . . . . O O . . O . . O . . . . . . . O O . . O . . O
. . . . . . . . . O O O . O . . . . . . . . . . O O O . O . . . . . . . . . . O O O . O . . . . . . . . . . O O O . O . .
. . . . . . O . . . O . O . O . . . . . . O . . . O . O . O . . . . . . O . . . O . O . O . . . . . . O . . . O . O . O .
. . . . . . O O . . . . . O . O . . . . . O O . . . . . O . O . . . . . O O . . . . . O . O . . . . . O O . . . . . O . O
. . . . . . . O O . . O . . O . . . . . . . O O . . O . . O . . . . . . . O O . . O . . O . . . . . . . O O . . O . . O .
. . . . . . . . O O . . O . . O . . O O . . O . . O . . . . . . O . . O . . . . . . . O O . . O . . O . . . . . . . O O .
. . . . . . . . . O O O . O . . . . . O O O . O . . . . . . . O . O . . . . . . . . . . O O O . O . . . . . . . . . . O O
. . . . . . O . . . O . O . O . O . . . O . O . O . . . . . . . O . O . . . . . . O . . . O . O . O . . . . . . O . . . O
. . . . . . O O . . . . . O . O O O . . . . . O . O . . . . . . . O . O . . . . . O O . . . . . O . O . . . . . O O . . .
. . . . . . . O O . . O . . O . . O O . . O . . O . . . . . . O . . O . . . . . . . O O . . O . . O . . . . . . . O O . .
. . . . . . . . O O . . O . . O . O . . O . . . . . . . O O . . . O O . . O . . O . . . . . . . O O . . O . . O . . . . .
. . . . . . . . . O O O . O . . O . O . . . . . . . . . . O O . . . O O O . O . . . . . . . . . . O O O . O . . . . . . .
. . . . . . O . . . O . O . O . . O . O . . . . . . O . . . O O . . . O . O . O . . . . . . O . . . O . O . O . . . . . .
. . . . . . O O . . . . . O . O . . O . O . . . . . O O . . . O O . . . . . O . O . . . . . O O . . . . . O . O . . . . .
. . . . . . . O O . . O . . O . O . . O . . . . . . . O O . . . O O . . O . . O . . . . . . . O O . . O . . O . . . . . .
. . O . . O . . . . . . . O O . . . . . . . . O O . . O . . O . O . . O . . . . . . . O O . . . O O . . O . . O . . . . .
. O . O . . . . . . . . . . O O . . . . . . . . O O O . O . . O . O . . . . . . . . . . O O . . . O O O . O . . . . . . .
. . O . O . . . . . . O . . . O . . . . . O . . . O . O . O . . O . O . . . . . . O . . . O O . . . O . O . O . . . . . .
. . . O . O . . . . . O O . . . . . . . . O O . . . . . O . O . . O . O . . . . . O O . . . O O . . . . . O . O . . . . .
. O . . O . . . . . . . O O . . . . . . . . O O . . O . . O . O . . O . . . . . . . O O . . . O O . . O . . O . . . . . .
. . O . . O . . . . . . . O O . . O . . O . . . . . . . O O . . . . . . . . O O . . O . . O . O . . O . . . . . . . O O .
. O . O . . . . . . . . . . O O O . O . . . . . . . . . . O O . . . . . . . . O O O . O . . O . O . . . . . . . . . . O O
. . O . O . . . . . . O . . . O . O . O . . . . . . O . . . O . . . . . O . . . O . O . O . . O . O . . . . . . O . . . O
. . . O . O . . . . . O O . . . . . O . O . . . . . O O . . . . . . . . O O . . . . . O . O . . O . O . . . . . O O . . .
. O . . O . . . . . . . O O . . O . . O . . . . . . . O O . . . . . . . . O O . . O . . O . O . . O . . . . . . . O O . .
. . O . . O . . . . . . . O O . . . O O . . O . . O . . . . . . . O O . . O . . O . . . . . . . . . . . . O O . . O . . O
. O . O . . . . . . . . . . O O . . . O O O . O . . . . . . . . . . O O O . O . . . . . . . . . . . . . . . O O O . O . .
. . O . O . . . . . . O . . . O O . . . O . O . O . . . . . . O . . . O . O . O . . . . . . . . . . . O . . . O . O . O .
. . . O . O . . . . . O O . . . O O . . . . . O . O . . . . . O O . . . . . O . O . . . . . . . . . . O O . . . . . O . O
. O . . O . . . . . . . O O . . . O O . . O . . O . . . . . . . O O . . O . . O . . . . . . . . . . . . O O . . O . . O .
. . . O O . . O . . O . . . . . . . . . . . . O O . . O . . O . . O O . . O . . O . . . . . . O . . O . . . . . . . O O .
. . . . O O O . O . . . . . . . . . . . . . . . O O O . O . . . . . O O O . O . . . . . . . O . O . . . . . . . . . . O O
. O . . . O . O . O . . . . . . . . . . . O . . . O . O . O . O . . . O . O . O . . . . . . . O . O . . . . . . O . . . O
. O O . . . . . O . O . . . . . . . . . . O O . . . . . O . O O O . . . . . O . O . . . . . . . O . O . . . . . O O . . .
. . O O . . O . . O . . . . . . . . . . . . O O . . O . . O . . O O . . O . . O . . . . . . O . . O . . . . . . . O O . .
. . . O O . . O . . O . . . . . . O . . O . . . . . . . O O . . O . . O . . . . . . . O O . . . . . . . . O O . . O . . O
. . . . O O O . O . . . . . . . O . O . . . . . . . . . . O O O . O . . . . . . . . . . O O . . . . . . . . O O O . O . .
. O . . . O . O . O . . . . . . . O . O . . . . . . O . . . O . O . O . . . . . . O . . . O . . . . . O . . . O . O . O .
. O O . . . . . O . O . . . . . . . O . O . . . . . O O . . . . . O . O . . . . . O O . . . . . . . . O O . . . . . O . O
. . O O . . O . . O . . . . . . O . . O . . . . . . . O O . . O . . O . . . . . . . O O . . . . . . . . O O . . O . . O .
. . . O O . . O . . O . . . . . . . O O . . O . . O . . . . . . . . . . . . O O . . O . . O . . O O . . O . . O . . . . .
. . . . O O O . O . . . . . . . . . . O O O . O . . . . . . . . . . . . . . . O O O . O . . . . . O O O . O . . . . . . .
. O . . . O . O . O . . . . . . O . . . O . O . O . . . . . . . . . . . O . . . O . O . O . O . . . O . O . O . . . . . .
. O O . . . . . O . O . . . . . O O . . . . . O . O . . . . . . . . . . O O . . . . . O . O O O . . . . . O . O . . . . .
. . O O . . O . . O . . . . . . . O O . . O . . O . . . . . . . . . . . . O O . . O . . O . . O O . . O . . O . . . . . .
```

- Lösung 3

```
O O O O O O O O O O O O O O O O . . . . . . . . . . . . . . . . . . . . . . . . . . . . . . . . . . . . . . . . . . . . .
O O . . . . O . . . . O . . . . . . . . . . . . . . . . . . . . O . . O . O . . O . O . . O . . O O . . . O O . . . O O .
O . O . . . . O . . . . O . . . . . . . . . . . . . . . . . . O . O . . O . O . . O . O . . . . . O O . . . O O . . . O O
O . . O . . . . O . . . . O . . . . . . . . . . . . . . . . . . O . O . . O . O . . O . O . O . . . O O . . . O O . . . O
O . . . O . . . . O . . . . O . . . . . . . . . . . . . . . . . . O . O . . O . O . . O . O O O . . . O O . . . O O . . .
O . . . . O . . . . O . . . . O . . . . . . . . . . . . . . . O . . O . O . . O . O . . O . . O O . . . O O . . . O O . .
O O . . . . O . . . . O . . . . . . O O . . . O O . . . O O . . . . . . . . . . . . . . . . . O . . O . O . . O . O . . O
O . O . . . . O . . . . O . . . . . . O O . . . O O . . . O O . . . . . . . . . . . . . . . O . O . . O . O . . O . O . .
O . . O . . . . O . . . . O . . O . . . O O . . . O O . . . O . . . . . . . . . . . . . . . . O . O . . O . O . . O . O .
O . . . O . . . . O . . . . O . O O . . . O O . . . O O . . . . . . . . . . . . . . . . . . . . O . O . . O . O . . O . O
O . . . . O . . . . O . . . . O . O O . . . O O . . . O O . . . . . . . . . . . . . . . . . O . . O . O . . O . O . . O .
O O . . . . O . . . . O . . . . . O . . O . O . . O . O . . O . . O O . . . O O . . . O O . . . . . . . . . . . . . . . .
O . O . . . . O . . . . O . . . O . O . . O . O . . O . O . . . . . O O . . . O O . . . O O . . . . . . . . . . . . . . .
O . . O . . . . O . . . . O . . . O . O . . O . O . . O . O . O . . . O O . . . O O . . . O . . . . . . . . . . . . . . .
O . . . O . . . . O . . . . O . . . O . O . . O . O . . O . O O O . . . O O . . . O O . . . . . . . . . . . . . . . . . .
O . . . . O . . . . O . . . . O O . . O . O . . O . O . . O . . O O . . . O O . . . O O . . . . . . . . . . . . . . . . .
. . . . . . . O . . O . . O O . . . . . . . . O O . . O . . O . . . . . . O . . O . . O O . . . . . . . O . . O . . O O .
. . . . . . O . O . . . . . O O . . . . . . . . O O O . O . . . . . . . O . O . . . . . O O . . . . . O . O . . . . . O O
. . . . . . . O . O . O . . . O . . . . . O . . . O . O . O . . . . . . . O . O . O . . . O . . . . . . O . O . O . . . O
. . . . . . . . O . O O O . . . . . . . . O O . . . . . O . O . . . . . . . O . O O O . . . . . . . . . . O . O O O . . .
. . . . . . O . . O . . O O . . . . . . . . O O . . O . . O . . . . . . O . . O . . O O . . . . . . . O . . O . . O O . .
. . . . . . . O . . O . . O O . . . O O . . O . . O . . . . . . . O O . . . . . . . O . . O . . O O . . . . . . . O . . O
. . . . . . O . O . . . . . O O . . . O O O . O . . . . . . . . . . O O . . . . . O . O . . . . . O O . . . . . O . O . .
. . . . . . . O . O . O . . . O O . . . O . O . O . . . . . . O . . . O . . . . . . O . O . O . . . O . . . . . . O . O .
. . . . . . . . O . O O O . . . O O . . . . . O . O . . . . . O O . . . . . . . . . . O . O O O . . . . . . . . . . O . O
. . . . . . O . . O . . O O . . . O O . . O . . O . . . . . . . O O . . . . . . . O . . O . . O O . . . . . . . O . . O .
. . . . . . . O . . O . . O O . . O . . O . . . . . . . O O . . O . . O . . O O . . . . . . . O . . O . . O O . . . . . .
. . . . . . O . O . . . . . O O O . O . . . . . . . . . . O O O . O . . . . . O O . . . . . O . O . . . . . O O . . . . .
. . . . . . . O . O . O . . . O . O . O . . . . . . O . . . O . O . O . O . . . O . . . . . . O . O . O . . . O . . . . .
. . . . . . . . O . O O O . . . . . O . O . . . . . O O . . . . . O . O O O . . . . . . . . . . O . O O O . . . . . . . .
. . . . . . O . . O . . O O . . O . . O . . . . . . . O O . . O . . O . . O O . . . . . . . O . . O . . O O . . . . . . .
. . . O O . . . . . . . O . . O . . . . . . O . . O . . O O . . O . . O . . . . . . . O O . . . O O . . O . . O . . . . .
. . . . O O . . . . . O . O . . . . . . . O . O . . . . . O O O . O . . . . . . . . . . O O . . . O O O . O . . . . . . .
. O . . . O . . . . . . O . O . . . . . . . O . O . O . . . O . O . O . . . . . . O . . . O O . . . O . O . O . . . . . .
. O O . . . . . . . . . . O . O . . . . . . . O . O O O . . . . . O . O . . . . . O O . . . O O . . . . . O . O . . . . .
. . O O . . . . . . . O . . O . . . . . . O . . O . . O O . . O . . O . . . . . . . O O . . . O O . . O . . O . . . . . .
. . . O O . . . . . . . O . . O . . O O . . . . . . . O . . O . . . . . . . O O . . O . . O . O . . O . . . . . . . O O .
. . . . O O . . . . . O . O . . . . . O O . . . . . O . O . . . . . . . . . . O O O . O . . O . O . . . . . . . . . . O O
. O . . . O . . . . . . O . O . O . . . O . . . . . . O . O . . . . . . O . . . O . O . O . . O . O . . . . . . O . . . O
. O O . . . . . . . . . . O . O O O . . . . . . . . . . O . O . . . . . O O . . . . . O . O . . O . O . . . . . O O . . .
. . O O . . . . . . . O . . O . . O O . . . . . . . O . . O . . . . . . . O O . . O . . O . O . . O . . . . . . . O O . .
. . . O O . . . . . . . O . . O . O . . O . . O O . . . . . . . . O O . . O . . O . . . . . . . . . . . . O O . . O . . O
. . . . O O . . . . . O . O . . O . O . . . . . O O . . . . . . . . O O O . O . . . . . . . . . . . . . . . O O O . O . .
. O . . . O . . . . . . O . O . . O . O . O . . . O . . . . . O . . . O . O . O . . . . . . . . . . . O . . . O . O . O .
. O O . . . . . . . . . . O . O . . O . O O O . . . . . . . . O O . . . . . O . O . . . . . . . . . . O O . . . . . O . O
. . O O . . . . . . . O . . O . O . . O . . O O . . . . . . . . O O . . O . . O . . . . . . . . . . . . O O . . O . . O .
. . O . . O . . O O . . . . . . . . . . . . O . . O . . O O . . . O O . . O . . O . . . . . . O . . O . . . . . . . O O .
. O . O . . . . . O O . . . . . . . . . . O . O . . . . . O O . . . O O O . O . . . . . . . O . O . . . . . . . . . . O O
. . O . O . O . . . O . . . . . . . . . . . O . O . O . . . O O . . . O . O . O . . . . . . . O . O . . . . . . O . . . O
. . . O . O O O . . . . . . . . . . . . . . . O . O O O . . . O O . . . . . O . O . . . . . . . O . O . . . . . O O . . .
. O . . O . . O O . . . . . . . . . . . . O . . O . . O O . . . O O . . O . . O . . . . . . O . . O . . . . . . . O O . .
. . O . . O . . O O . . . . . . . . O O . . . . . . . O . . O . O . . O . . . . . . . O O . . . . . . . . O O . . O . . O
. O . O . . . . . O O . . . . . . . . O O . . . . . O . O . . O . O . . . . . . . . . . O O . . . . . . . . O O O . O . .
. . O . O . O . . . O . . . . . O . . . O . . . . . . O . O . . O . O . . . . . . O . . . O . . . . . O . . . O . O . O .
. . . O . O O O . . . . . . . . O O . . . . . . . . . . O . O . . O . O . . . . . O O . . . . . . . . O O . . . . . O . O
. O . . O . . O O . . . . . . . . O O . . . . . . . O . . O . O . . O . . . . . . . O O . . . . . . . . O O . . O . . O .
. . O . . O . . O O . . . . . . . O . . O . . O O . . . . . . . . . . . . . O O . . O . . O . . O O . . O . . O . . . . .
. O . O . . . . . O O . . . . . O . O . . . . . O O . . . . . . . . . . . . . O O O . O . . . . . O O O . O . . . . . . .
. . O . O . O . . . O . . . . . . O . O . O . . . O . . . . . . . . . . O . . . O . O . O . O . . . O . O . O . . . . . .
. . . O . O O O . . . . . . . . . . O . O O O . . . . . . . . . . . . . O O . . . . . O . O O O . . . . . O . O . . . . .
. O . . O . . O O . . . . . . . O . . O . . O O . . . . . . . . . . . . . O O . . O . . O . . O O . . O . . O . . . . . .
```

- Lösung 4

```
O O O O O O O O O O O O O O O O . . . . . . . . . . . . . . . . . . . . . . . . . . . . . . . . . . . . . . . . . . . . .
O O . . . . O . . . . O . . . . . . . . . . . . . . . . . . . . . O O . . . O O . . . O O . . O . . O . O . . O . O . . O
O . O . . . . O . . . . O . . . . . . . . . . . . . . . . . . . . . O O . . . O O . . . O O O . O . . O . O . . O . O . .
O . . O . . . . O . . . . O . . . . . . . . . . . . . . . . . O . . . O O . . . O O . . . O . O . O . . O . O . . O . O .
O . . . O . . . . O . . . . O . . . . . . . . . . . . . . . . O O . . . O O . . . O O . . . . . O . O . . O . O . . O . O
O . . . . O . . . . O . . . . O . . . . . . . . . . . . . . . . O O . . . O O . . . O O . . O . . O . O . . O . O . . O .
O O . . . . O . . . . O . . . . . O . . O . O . . O . O . . O . . . . . . . . . . . . . . . . . O O . . . O O . . . O O .
O . O . . . . O . . . . O . . . O . O . . O . O . . O . O . . . . . . . . . . . . . . . . . . . . O O . . . O O . . . O O
O . . O . . . . O . . . . O . . . O . O . . O . O . . O . O . . . . . . . . . . . . . . . . O . . . O O . . . O O . . . O
O . . . O . . . . O . . . . O . . . O . O . . O . O . . O . O . . . . . . . . . . . . . . . O O . . . O O . . . O O . . .
O . . . . O . . . . O . . . . O O . . O . O . . O . O . . O . . . . . . . . . . . . . . . . . O O . . . O O . . . O O . .
O O . . . . O . . . . O . . . . . . O O . . . O O . . . O O . . O . . O . O . . O . O . . O . . . . . . . . . . . . . . .
O . O . . . . O . . . . O . . . . . . O O . . . O O . . . O O O . O . . O . O . . O . O . . . . . . . . . . . . . . . . .
O . . O . . . . O . . . . O . . O . . . O O . . . O O . . . O . O . O . . O . O . . O . O . . . . . . . . . . . . . . . .
O . . . O . . . . O . . . . O . O O . . . O O . . . O O . . . . . O . O . . O . O . . O . O . . . . . . . . . . . . . . .
O . . . . O . . . . O . . . . O . O O . . . O O . . . O O . . O . . O . O . . O . O . . O . . . . . . . . . . . . . . . .
. . . . . . . . O O . . O . . O . . . . . . . O O . . O . . O . . . . . . . O O . . O . . O . . . . . . . O O . . O . . O
. . . . . . . . . O O O . O . . . . . . . . . . O O O . O . . . . . . . . . . O O O . O . . . . . . . . . . O O O . O . .
. . . . . . O . . . O . O . O . . . . . . O . . . O . O . O . . . . . . O . . . O . O . O . . . . . . O . . . O . O . O .
. . . . . . O O . . . . . O . O . . . . . O O . . . . . O . O . . . . . O O . . . . . O . O . . . . . O O . . . . . O . O
. . . . . . . O O . . O . . O . . . . . . . O O . . O . . O . . . . . . . O O . . O . . O . . . . . . . O O . . O . . O .
. . . . . . . . O O . . O . . O . . O O . . O . . O . . . . . . O . . O . . . . . . . O O . . O . . O . . . . . . . O O .
. . . . . . . . . O O O . O . . . . . O O O . O . . . . . . . O . O . . . . . . . . . . O O O . O . . . . . . . . . . O O
. . . . . . O . . . O . O . O . O . . . O . O . O . . . . . . . O . O . . . . . . O . . . O . O . O . . . . . . O . . . O
. . . . . . O O . . . . . O . O O O . . . . . O . O . . . . . . . O . O . . . . . O O . . . . . O . O . . . . . O O . . .
. . . . . . . O O . . O . . O . . O O . . O . . O . . . . . . O . . O . . . . . . . O O . . O . . O . . . . . . . O O . .
. . . . . . . O . . O . . O O . . . O O . . . . . . . O . . O . . O O . . O . . O . . . . . . O . . O . . O O . . . . . .
. . . . . . O . O . . . . . O O . . . O O . . . . . O . O . . . . . O O O . O . . . . . . . O . O . . . . . O O . . . . .
. . . . . . . O . O . O . . . O O . . . O . . . . . . O . O . O . . . O . O . O . . . . . . . O . O . O . . . O . . . . .
. . . . . . . . O . O O O . . . O O . . . . . . . . . . O . O O O . . . . . O . O . . . . . . . O . O O O . . . . . . . .
. . . . . . O . . O . . O O . . . O O . . . . . . . O . . O . . O O . . O . . O . . . . . . O . . O . . O O . . . . . . .
. . O . . O . . . . . . . O O . . . . . . . . O O . . O . . O . O . . O . . . . . . . O O . . . O O . . O . . O . . . . .
. O . O . . . . . . . . . . O O . . . . . . . . O O O . O . . O . O . . . . . . . . . . O O . . . O O O . O . . . . . . .
. . O . O . . . . . . O . . . O . . . . . O . . . O . O . O . . O . O . . . . . . O . . . O O . . . O . O . O . . . . . .
. . . O . O . . . . . O O . . . . . . . . O O . . . . . O . O . . O . O . . . . . O O . . . O O . . . . . O . O . . . . .
. O . . O . . . . . . . O O . . . . . . . . O O . . O . . O . O . . O . . . . . . . O O . . . O O . . O . . O . . . . . .
. . O . . O . . . . . . . O O . . O . . O . . . . . . . O O . . . . . . . . O O . . O . . O . O . . O . . . . . . . O O .
. O . O . . . . . . . . . . O O O . O . . . . . . . . . . O O . . . . . . . . O O O . O . . O . O . . . . . . . . . . O O
. . O . O . . . . . . O . . . O . O . O . . . . . . O . . . O . . . . . O . . . O . O . O . . O . O . . . . . . O . . . O
. . . O . O . . . . . O O . . . . . O . O . . . . . O O . . . . . . . . O O . . . . . O . O . . O . O . . . . . O O . . .
. O . . O . . . . . . . O O . . O . . O . . . . . . . O O . . . . . . . . O O . . O . . O . O . . O . . . . . . . O O . .
. . . O O . . . . . . . O . . O . O . . O . . O O . . . . . . . . O O . . O . . O . . . . . . . . . . . O . . O . . O O .
. . . . O O . . . . . O . O . . O . O . . . . . O O . . . . . . . . O O O . O . . . . . . . . . . . . O . O . . . . . O O
. O . . . O . . . . . . O . O . . O . O . O . . . O . . . . . O . . . O . O . O . . . . . . . . . . . . O . O . O . . . O
. O O . . . . . . . . . . O . O . . O . O O O . . . . . . . . O O . . . . . O . O . . . . . . . . . . . . O . O O O . . .
. . O O . . . . . . . O . . O . O . . O . . O O . . . . . . . . O O . . O . . O . . . . . . . . . . . O . . O . . O O . .
. . O . . O . . O O . . . . . . . . . . . . O . . O . . O O . . . O O . . O . . O . . . . . . . O O . . . . . . . O . . O
. O . O . . . . . O O . . . . . . . . . . O . O . . . . . O O . . . O O O . O . . . . . . . . . . O O . . . . . O . O . .
. . O . O . O . . . O . . . . . . . . . . . O . O . O . . . O O . . . O . O . O . . . . . . O . . . O . . . . . . O . O .
. . . O . O O O . . . . . . . . . . . . . . . O . O O O . . . O O . . . . . O . O . . . . . O O . . . . . . . . . . O . O
. O . . O . . O O . . . . . . . . . . . . O . . O . . O O . . . O O . . O . . O . . . . . . . O O . . . . . . . O . . O .
. . . O O . . O . . O . . . . . . O . . O . . . . . . . O O . . O . . O . . . . . . . O O . . . . . . . . O O . . O . . O
. . . . O O O . O . . . . . . . O . O . . . . . . . . . . O O O . O . . . . . . . . . . O O . . . . . . . . O O O . O . .
. O . . . O . O . O . . . . . . . O . O . . . . . . O . . . O . O . O . . . . . . O . . . O . . . . . O . . . O . O . O .
. O O . . . . . O . O . . . . . . . O . O . . . . . O O . . . . . O . O . . . . . O O . . . . . . . . O O . . . . . O . O
. . O O . . O . . O . . . . . . O . . O . . . . . . . O O . . O . . O . . . . . . . O O . . . . . . . . O O . . O . . O .
. . . O O . . O . . O . . . . . . . O O . . O . . O . . . . . . . . . . . . O O . . O . . O . . O O . . O . . O . . . . .
. . . . O O O . O . . . . . . . . . . O O O . O . . . . . . . . . . . . . . . O O O . O . . . . . O O O . O . . . . . . .
. O . . . O . O . O . . . . . . O . . . O . O . O . . . . . . . . . . . O . . . O . O . O . O . . . O . O . O . . . . . .
. O O . . . . . O . O . . . . . O O . . . . . O . O . . . . . . . . . . O O . . . . . O . O O O . . . . . O . O . . . . .
. . O O . . O . . O . . . . . . . O O . . O . . O . . . . . . . . . . . . O O . . O . . O . . O O . . O . . O . . . . . .
```

- Lösung 5

```
O O O O O O O O O O O O O O O O . . . . . . . . . . . . . . . . . . . . . . . . . . . . . . . . . . . . . . . . . . . . .
O O . . . . O . . . . O . . . . . . . . . . . . . . . . . . . . O . . O . O . . O . . O O . . O . . O . . O O . . . O O .
O . O . . . . O . . . . O . . . . . . . . . . . . . . . . . . O . O . . O . O . . . . . O O O . O . . . . . O O . . . O O
O . . O . . . . O . . . . O . . . . . . . . . . . . . . . . . . O . O . . O . O . O . . . O . O . O . O . . . O O . . . O
O . . . O . . . . O . . . . O . . . . . . . . . . . . . . . . . . O . O . . O . O O O . . . . . O . O O O . . . O O . . .
O . . . . O . . . . O . . . . O . . . . . . . . . . . . . . . O . . O . O . . O . . O O . . O . . O . . O O . . . O O . .
O O . . . . O . . . . O . . . . . . O O . . . O O . . O . . O . . . . . . . . . . . . . . . . . O O . . O . . O . O . . O
O . O . . . . O . . . . O . . . . . . O O . . . O O O . O . . . . . . . . . . . . . . . . . . . . O O O . O . . O . O . .
O . . O . . . . O . . . . O . . O . . . O O . . . O . O . O . . . . . . . . . . . . . . . . O . . . O . O . O . . O . O .
O . . . O . . . . O . . . . O . O O . . . O O . . . . . O . O . . . . . . . . . . . . . . . O O . . . . . O . O . . O . O
O . . . . O . . . . O . . . . O . O O . . . O O . . O . . O . . . . . . . . . . . . . . . . . O O . . O . . O . O . . O .
O O . . . . O . . . . O . . . . . O . . O . O . . O . . O O . . . O O . . . O O . . O . . O . . . . . . . . . . . . . . .
O . O . . . . O . . . . O . . . O . O . . O . O . . . . . O O . . . O O . . . O O O . O . . . . . . . . . . . . . . . . .
O . . O . . . . O . . . . O . . . O . O . . O . O . O . . . O O . . . O O . . . O . O . O . . . . . . . . . . . . . . . .
O . . . O . . . . O . . . . O . . . O . O . . O . O O O . . . O O . . . O O . . . . . O . O . . . . . . . . . . . . . . .
O . . . . O . . . . O . . . . O O . . O . O . . O . . O O . . . O O . . . O O . . O . . O . . . . . . . . . . . . . . . .
. . . . . . . O . . O . . O O . . . . . . . . O O . . . O O . . . . . . . O . . O . O . . O . . . . . . O . . O . . O O .
. . . . . . O . O . . . . . O O . . . . . . . . O O . . . O O . . . . . O . O . . O . O . . . . . . . O . O . . . . . O O
. . . . . . . O . O . O . . . O . . . . . O . . . O O . . . O . . . . . . O . O . . O . O . . . . . . . O . O . O . . . O
. . . . . . . . O . O O O . . . . . . . . O O . . . O O . . . . . . . . . . O . O . . O . O . . . . . . . O . O O O . . .
. . . . . . O . . O . . O O . . . . . . . . O O . . . O O . . . . . . . O . . O . O . . O . . . . . . O . . O . . O O . .
. . . . . . . O . . O . . O O . . . O O . . O . . O . . . . . . . O O . . . . . . . . O O . . O . . O . . . . . . O . . O
. . . . . . O . O . . . . . O O . . . O O O . O . . . . . . . . . . O O . . . . . . . . O O O . O . . . . . . . O . O . .
. . . . . . . O . O . O . . . O O . . . O . O . O . . . . . . O . . . O . . . . . O . . . O . O . O . . . . . . . O . O .
. . . . . . . . O . O O O . . . O O . . . . . O . O . . . . . O O . . . . . . . . O O . . . . . O . O . . . . . . . O . O
. . . . . . O . . O . . O O . . . O O . . O . . O . . . . . . . O O . . . . . . . . O O . . O . . O . . . . . . O . . O .
. . . . . . . O . . O . . O O . . O . . O . . . . . . O . . O . O . . O . . O O . . . . . . . . O O . . . O O . . . . . .
. . . . . . O . O . . . . . O O O . O . . . . . . . O . O . . O . O . . . . . O O . . . . . . . . O O . . . O O . . . . .
. . . . . . . O . O . O . . . O . O . O . . . . . . . O . O . . O . O . O . . . O . . . . . O . . . O O . . . O . . . . .
. . . . . . . . O . O O O . . . . . O . O . . . . . . . O . O . . O . O O O . . . . . . . . O O . . . O O . . . . . . . .
. . . . . . O . . O . . O O . . O . . O . . . . . . O . . O . O . . O . . O O . . . . . . . . O O . . . O O . . . . . . .
. . . O O . . . . . . . O . . O . . . . . . O . . O . . O O . . O . . O . . . . . . . O O . . . O O . . O . . O . . . . .
. . . . O O . . . . . O . O . . . . . . . O . O . . . . . O O O . O . . . . . . . . . . O O . . . O O O . O . . . . . . .
. O . . . O . . . . . . O . O . . . . . . . O . O . O . . . O . O . O . . . . . . O . . . O O . . . O . O . O . . . . . .
. O O . . . . . . . . . . O . O . . . . . . . O . O O O . . . . . O . O . . . . . O O . . . O O . . . . . O . O . . . . .
. . O O . . . . . . . O . . O . . . . . . O . . O . . O O . . O . . O . . . . . . . O O . . . O O . . O . . O . . . . . .
. . . O O . . . . . . . O . . O . . O O . . . . . . . O . . O . . . . . . . O O . . O . . O . O . . O . . . . . . . O O .
. . . . O O . . . . . O . O . . . . . O O . . . . . O . O . . . . . . . . . . O O O . O . . O . O . . . . . . . . . . O O
. O . . . O . . . . . . O . O . O . . . O . . . . . . O . O . . . . . . O . . . O . O . O . . O . O . . . . . . O . . . O
. O O . . . . . . . . . . O . O O O . . . . . . . . . . O . O . . . . . O O . . . . . O . O . . O . O . . . . . O O . . .
. . O O . . . . . . . O . . O . . O O . . . . . . . O . . O . . . . . . . O O . . O . . O . O . . O . . . . . . . O O . .
. . . O O . . . . . . . O . . O . O . . O . . O O . . . . . . . . O O . . O . . O . . . . . . . . . . . . O O . . O . . O
. . . . O O . . . . . O . O . . O . O . . . . . O O . . . . . . . . O O O . O . . . . . . . . . . . . . . . O O O . O . .
. O . . . O . . . . . . O . O . . O . O . O . . . O . . . . . O . . . O . O . O . . . . . . . . . . . O . . . O . O . O .
. O O . . . . . . . . . . O . O . . O . O O O . . . . . . . . O O . . . . . O . O . . . . . . . . . . O O . . . . . O . O
. . O O . . . . . . . O . . O . O . . O . . O O . . . . . . . . O O . . O . . O . . . . . . . . . . . . O O . . O . . O .
. . O . . O . . O O . . . . . . . . . . . . O . . O . O . . O . . O O . . O . . O . . . . . . . O O . . . . . . . . O O .
. O . O . . . . . O O . . . . . . . . . . O . O . . O . O . . . . . O O O . O . . . . . . . . . . O O . . . . . . . . O O
. . O . O . O . . . O . . . . . . . . . . . O . O . . O . O . O . . . O . O . O . . . . . . O . . . O . . . . . O . . . O
. . . O . O O O . . . . . . . . . . . . . . . O . O . . O . O O O . . . . . O . O . . . . . O O . . . . . . . . O O . . .
. O . . O . . O O . . . . . . . . . . . . O . . O . O . . O . . O O . . O . . O . . . . . . . O O . . . . . . . . O O . .
. . O . . O . . O O . . . . . . . . O O . . . . . . . . O O . . O . . O . . . . . . O . . O . . . . . . . O O . . O . . O
. O . O . . . . . O O . . . . . . . . O O . . . . . . . . O O O . O . . . . . . . O . O . . . . . . . . . . O O O . O . .
. . O . O . O . . . O . . . . . O . . . O . . . . . O . . . O . O . O . . . . . . . O . O . . . . . . O . . . O . O . O .
. . . O . O O O . . . . . . . . O O . . . . . . . . O O . . . . . O . O . . . . . . . O . O . . . . . O O . . . . . O . O
. O . . O . . O O . . . . . . . . O O . . . . . . . . O O . . O . . O . . . . . . O . . O . . . . . . . O O . . O . . O .
. . O . . O . . O O . . . . . . . O . . O . . O O . . . . . . . . . . . . . O O . . . O O . . O . . O . O . . O . . . . .
. O . O . . . . . O O . . . . . O . O . . . . . O O . . . . . . . . . . . . . O O . . . O O O . O . . O . O . . . . . . .
. . O . O . O . . . O . . . . . . O . O . O . . . O . . . . . . . . . . O . . . O O . . . O . O . O . . O . O . . . . . .
. . . O . O O O . . . . . . . . . . O . O O O . . . . . . . . . . . . . O O . . . O O . . . . . O . O . . O . O . . . . .
. O . . O . . O O . . . . . . . O . . O . . O O . . . . . . . . . . . . . O O . . . O O . . O . . O . O . . O . . . . . .
```

## Oval
Ein Oval des Blockplans ist eine Menge seiner Punkte, von welcher keine drei auf einem Block liegen. Hier ist ein Beispiel eines Ovals maximaler Ordnung für jede Lösung dieses Blockplans:
- Lösung 1

```
 17  20  23  26  29
```

- Lösung 2

```
 17  18  19  20  21
```

- Lösung 3

```
 17  18  19  20  21
```

- Lösung 4

```
  2   3  20  49  51
```

- Lösung 5

```
 17  18  19  20  21
```